# Luis Barbero Fernández
Luis Barbero Fernández (Madrid, 8 d'agost de 1916 - ibídem, 3 d'agost de 2005) va ser un actor espanyol.

## Biografia
Nascut en el si d'una família d'artistes, el seu pare era director d'una orquestra de sarsuela. Després d'estudiar piano i aparellador, decideix dedicar-se professionalment al món de l'espectacle debutant sobre les taules el 24 de desembre de 1939 amb la sarsuela El rey que rabió, de Ruperto Chapí.
En els seus primers anys com a actor, actua com a tenor còmic en els espectacles d'asos lírics que dirigeix Salvador Videgain i mestre del "género chico", per a després passar a les companyies còmiques de Loreto Prado i Enrique Chicote. Pioner també del denominat cafè teatre, no debutaria al cinema fins a l'any 1957.
Va ser amb la pel·lícula El hombre que viajaba despacito, de Joaquín Luis Romero Marchent. A partir d'aquest moment, es consolida com un dels grans actors secundaris del cinema espanyol, gairebé sempre en papi'ls còmics, als quals no va ser aliè el seu físic menut i aire de bon jan.
Present també en televisió, va participar en nombroses sèries i espais dramàtics, com La casa de los Martínez (1967-1968), Estudio 1, Un, dos, tres... responda otra vez (1976-1977), La banda de Pérez (1997) o els infantils Hoy también es fiesta (1973-1974), Fiesta (1974).
Va mantenir també la seva presència sobre els escenaris, podent destacar-se la seva interpretació de Don Basilio a Doña Clarines (1979), dels germans Álvarez Quintero, junt amb Ana Mariscal, El rayo (1990), de Pedro Muñoz Seca, amb Julia Trujillo o Usted puede ser un asesino (1994), d'Alfonso Paso.
Després d'haver treballat en més de cent pel·lícules, curiosament el paper que més popularitat li va reportar va ser un dels últims que va interpretar, el de Matías Poyo, l'inseparable amic del Abuelo Manolo (Pedro Peña) a la sèrie Médico de familia (1995-1999).

## Mort
Va morir el 3 d'agost de 2005 als 88 anys a causa d'un infart de miocardi. Va ser enterrat en el Cementiri municipal de l'Almudena a Madrid.

## Filmografia (selecció)
El prestigi guanyat en teatre li fa ser un dels secundaris més requerits del cinema nacional.
- El hombre que viajaba despacito (1957).
- Historia de Madrid  (1958)
- El día de los enamorados (1959).
- La gran familia (1962).
- Vuelve San Valentín (1962).
- Marisol rumbo a Río (1963).
- Búsqueme a esa chica (1965).
- Mi canción es para ti (1965).
- Cabriola (1965).
- Jugando a morir (1966).
- ¿Qué hacemos con los hijos? (1967)
- Las siete vidas del gato (1970).
- Cateto a babor (1970).
- Una chica casi decente (1971).
- Las Ibéricas F.C. (1971).
- Mi querida señorita (1972).
- Ligue Story (1972).
- El abuelo tiene un plan (1973).
- Y si no, nos enfadamos (1974).
- Zorrita Martínez (1975)
- Mi mujer es muy decente, dentro de lo que cabe (1975).
- Una abuelita de antes de la guerra (1975).
- Eva, limpia como los chorros del oro (1977).
- Donde hay patrón...(1978)
- Los bingueros (1979).
- Historia de 'S' (1979).
- ¿Dónde estará mi niño? (1981).
- La tía de Carlos (1981).
- Los autonómicos (1982).
- Loca por el circo (1982).
- Chispita y sus gorilas (1982).
- Le llamaban J.R. (1982).
- En busca del huevo perdido (1982).
- La colmena (1982).
- Agítese antes de usarla (1983).
- Las autonosuyas (1983)
- El Lute: camina o revienta (1987).
- Las cosas del querer (1989).
- Yo soy ésa (1990).
- El rey pasmado (1991).

## Trajectòria a televisió
- Calígula (29 de maig de 2001)
- Manos a la obra
  - Un chico con Angel (2000)
- 7 Vidas
  - 1 de gener de 1999
- La banda de Pérez
- Éste es mi barrio
  - Bisnes son bisnes (1 de gener de 1996)
- Médico de familia (1995-1999)
- ¡Ay, Señor, Señor!
  - El hábito no hace al monje (1 de gener de 1994)
- Los ladrones van a la oficina
  - Con la Iglesia topamos (1 de gener de 1993)
- ' Lleno por favor (sèrie de televisió 1993)
  - Volver
- Farmacia de guardia
  - El elixir de larga vida (1 de gener de 1991)
- Primera función
  - El cianuro... ¿solo o con leche? (30 de març de 1989)
- Los mundos de Yupi (1988)
- Tarde de teatro 
  - Sublime decisión (17 de juliol de 1987)
  - Un marido de ida y vuelta (14 de desembre de 1986)
- La comedia musical española
  - Las leandras (15 d'octubre de 1985)
- La Comedia
  - Tú y yo somos tres (25 d'octubre de 1983)
  - La señorita de Trevélez (24 de gener de 1984)
- Anillos de oro
  - El país de las maravillas (11 de novembre de 1983)
- Teatro breve
  - Los milagros del jornal (15 de novembre de 1979)
- Telecomedia 
  - El emigrante (23 de gener de 1979)
- Este señor de negro
  - Eternos rivales (3 de desembre de 1975)
- Noche de teatro
  - La jaula (27 de setembre de 1974)
- Los pintores del Prado
  - Murillo: La Virgen Niña (12 de juny de 1974)
- Fiesta (1974)
- Hoy también es fiesta (1973-1974)
- Un, dos, tres... responda otra vez[4]
  - El terror (4 de desembre de 1972)
  - Nochevieja 1982 (31 de desembre de 1982)
  - La feria de Sevilla (15 d'abril de 1983)
- Estudio 1
  - La casa de Sam Ego (20 de març de 1971)
  - Historia de un adulterio (29 de març de 1974)
  - Guillermo Hotel (4 d'abril de 1979)
  - Delito en la Isla de las Cabras (9 de març de 1980)
  - Señora Ama (14 de desembre de 1980)
  - Margarita y los hombres (1 de maig de 1981)
  - El perro del hortelano (8 de maig de 1981)
  - Malvaloca (17 de gener de 1983)
- Hora once
  - El hombre que vendió su sombra (24 d'octubre de 1970)
  - Una cortina de humo (27 d'agost de 1973)
- La risa española
  - La plasmatoria (18 d'abril de 1969)
- La familia Colón
  - A Elena le sienta bien el luto (17 de març de 1967)

## Premis
Medalles del Cercle d'Escriptors Cinematogràfics
| Any  | Categoria                   | Pel·lícula | Resultat  |
| ---- | --------------------------- | ---------- | --------- |
| 1982 | Millor actor de repartiment | La colmena | Guanyador |